# Autostrada A7 (Luksemburg)
Autostrada A7 (luks. Autobunn A7, także Nordstroos) – autostrada w Luksemburgu, stanowiąca część trasy europejskiej E421.
Autostrada łączy miasto Luksemburg z Ettelbruck i dalej, poprzez drogę N7, z Clervaux w pobliżu granicy niemieckiej i belgijskiej. Przebiega przez północną część kraju.
Oddanie całej drogi do użytku nastąpiło 23 września 2015 roku, po ponad 30 latach od rozpoczęcia budowy.